# Boško Gjurovski
Boško Gjurovski (* 28. Dezember 1961 in Tetovo) ist ein ehemaliger mazedonischer Fußballspieler.

## Karriere

### Verein
Gjurovski begann seine Karriere bei FK Roter Stern Belgrad, wo er von 1978 bis 1989 spielte. 1989 folgte dann der Wechsel zu Servette FC. 1995 beendete er seine Spielerkarriere.

### Nationalmannschaft
Im Jahr 1982 debütierte Gjurovski für die jugoslawische Fußballnationalmannschaft. Er hat insgesamt elf Länderspiele für Jugoslawien und Mazedonien bestritten.

## Erfolge
- SuperLiga (Serbien): 1979/80, 1980/81, 1983/84, 1987/88
- Super League (Schweiz): 1993/94